# توني دوريغو
توني دوريغو (بالإنجليزية: Tony Dorigo)‏ ، من مواليد 31 ديسمبر 1965، لاعب كرة قدم إنجليزي سابق.
لعب مع منتخب إنجلترا لكرة القدم.

## روابط خارجية
- توني دوريغو على موقع الاتحاد الدولي (مؤرشف)  (الإنجليزية)
- توني دوريغو على موقع قاعدة بيانات كرة القدم.إي يو (الإنجليزية)
- توني دوريغو على موقع ناشيونال فوتبول تيمز (الإنجليزية)
- توني دوريغو على موقع Soccerbase.com (لاعب) (الإنجليزية)
- توني دوريغو على موقع عالم كرة القدم.نت (الإنجليزية)